# Liste der Baudenkmale in Krusenfelde
In der Liste der Baudenkmale in Krusenfelde sind alle denkmalgeschützten Bauten der Gemeinde Krusenfelde (Mecklenburg-Vorpommern) und ihrer Ortsteile aufgelistet. Grundlage ist die Veröffentlichung der Denkmalliste des Landkreises Ostvorpommern mit dem Stand vom 30. Dezember 1996. 

## Baudenkmale nach Ortsteilen

### Gramzow
| ID | Lage  | Bezeichnung                             | Beschreibung                               | Bild   |
| -- | ----- | --------------------------------------- | ------------------------------------------ | ------ |
|    |       | Friedhof, Umfassungsmauer und Toranlage |                                            |        |
|    |       | Kirche                                  | Die Kirche stammt aus dem 13. Jahrhundert. | Kirche |
|    | Nr. 5 | ehem. Schule (Wohnhaus)                 |                                            |        |

## Quelle
- Bericht über die Erstellung der Denkmallisten sowie über die Verwaltungspraxis bei der Benachrichtigung der Eigentümer und Gemeinden sowie über die Handhabung von Änderungswünschen (Stand: Juni 1997; PDF, 934 kB)